# Isabel Burdiel
Isabel Maura Burdiel Bueno (Badajoz, 1958) est une historienne espagnole, professeure à l'université de Valence, spécialiste du xixe siècle.

## Biographie
Après avoir fait  des études approfondies en Angleterre et aux États-Unis, elle est professeure d'histoire contemporaine à l'université de Valence et spécialiste de l'histoire politique et culturelle du libéralisme européen du xixe siècle.

## Œuvre
Elle a consacré une part importante de son travail à l’historiographie des femmes et aux recherches sur la construction de l'identité. Parmi ses premières publications figurent des textes tels que La política de los notables (1987), les éditions critiques de Défense des droits de la femme de Mary Wollstonecraft (1994) et Frankenstein de Mary Shelley (1996), avec une étude introductive, ou l'essai La dama de blanco,.
En 2000, elle coordonne la publication de Liberales, agitadores y conspiradores (Espasa-Calpe, 2000) avec Manuel Pérez Ledesma, un ouvrage collectif contenant diverses biographies de personnages du xixe siècle espagnol et co-dirige l'ouvrage Liberales eminentes en 2008.
Après avoir consacré dix ans à l'étude de la figure de la reine Isabelle II, elle publie en 2010 Isabel II. Una biografía (1830-1904) (Taurus (es)), pour laquelle elle remporte le Prix national d'histoire l'année suivante. Elle avait publié auparavant un aperçu de cet ouvrage sous le titre Isabel II. No se puede reinar inocentemente (Espasa-Calpe, 2004)  . Le travail de recherche fut mené à partir d'archives privées et de documents diplomatiques déclassifiés. Burdiel parvient ainsi à reconstituer la vie d'une reine souvent connue sous une image caricaturale dépourvue de fondement documentaire. D'autre part, en plus d'élucider sa vie personnelle bien remplie ou son « existence malheureuse », elle apporte dans sa biographie des données substantielles à la compréhension de la consolidation de la monarchie constitutionnelle et du régime politique libéral. Elle fut également responsable d'une édition de l'album de gravures satiriques Los Borbones en pelota (es).
En 2015, elle publie — avec Roy Foster (en) — La historia biográfica en Europa. Nuevas perspectivas ; la même année elle travaille également sur une biographie d'Emilia Pardo Bazán. Isabel Burdiel est commissaire de l'exposition que la Bibliothèque nationale d'Espagne consacre à l'écrivaine galicienne en 2021 à l'occasion du centenaire de sa mort.

## Récompenses
- Prix National d'Histoire 2011 pour une biographie d'Isabelle II[2] ;
- Prix Juan José Carreras Ares 2019 de l'Association d'histoire contemporaine (AHC) d'Espagne pour le meilleur livre écrit individuellement pour sa biographie d'Emilia Pardo Bazán[13] ;
- Prix de la Critique littéraire valencienne 2020 dans la catégorie Essai et critique, pour la biographie d'Emilia Pardo Bazán (Taurus, Penguin Random House Grupo Editorial, 2019)[14].

## Publications
- La política de los notables, Valence, Institució Alfons el Magnànim, 1987.
- Mary Wollstonecraft. Vindicación de los derechos de la mujer. Édition et étude critique, Madrid, Cátedra, 1994.
- Mary Shelley. Frankenstein, o el moderno Prometeo. Édition et étude critique, Madrid, Cátedra, 1996.
- Liberales, agitadores y conspiradores. Biografías heterodoxas del siglo XIX español. Édition avec Manuel Pérez Ledesma, Madrid, Espasa, 2000.
- Isabel II. No se puede reinar inocentemente, Madrid, Espasa, 2004.
- Liberales eminentes. Édition avec Manuel Pérez Ledesma, Madrid, Marcial Pons, 2008.
- Isabel II. Una biografía (1830-1904), Madrid, Taurus, 2010.
- Emilia Pardo Bazán, Barcelone, Taurus, 2019.